# Cagne
Die Cagne ist ein Küstenfluss in Frankreich, der im Département Alpes-Maritimes in der Region Provence-Alpes-Côte d’Azur verläuft. Sie entspringt unter dem Namen Foussa im Regionalen Naturpark Préalpes d’Azur, im Gemeindegebiet von Coursegoules, entwässert anfangs in westlicher Richtung, dreht dann auf Südost bis Süd und mündet nach insgesamt rund 28 Kilometern im Stadtgebiet von Cagnes-sur-Mer in das Mittelmeer.

## Orte am Fluss
(Reihenfolge in Fließrichtung)
- Coursegoules
- Saint-Jeannet
- Vence
- Cagnes-sur-Mer

## Sehenswürdigkeiten
- Cagne-Schlucht zwischen Saint-Jeannet und Vence